# Обыкновенный уж
Обыкнове́нный уж (лат. Natrix natrix) — вид неядовитых змей из семейства ужеобразных, самый распространённый в умеренных широтах Евразии вид настоящих ужей.

## Внешний вид

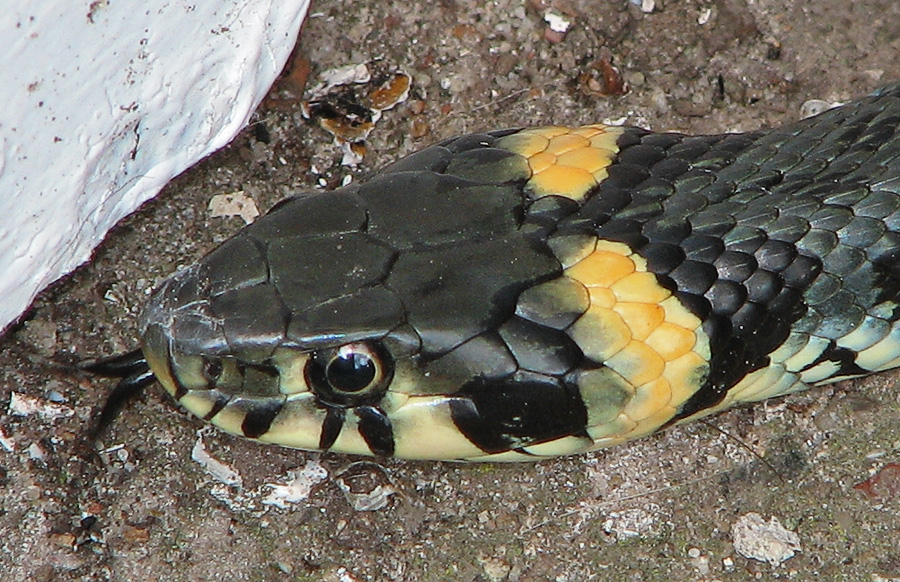
Голова ужа

Змея среднего размера с длиной тела до 120 см. Хвост в 3—5 раз короче туловища. В редких случаях общая длина может достигать 2 м, но обычно обыкновенные ужи не превышают 80—90 см. Самки по размеру больше самцов. Шейный перехват хорошо выражен. Зрачок округлый. Межносовые щитки более или менее трапециевидные. Межчелюстной щиток широкий. Предглазничный щиток один, в редких случаях два. Заглазничных щитков 2—4. Верхнегубных щитков обычно 7. Чешуя туловища килеватая, а на хвосте рёбрышки развиты слабо или отсутствуют. Вокруг середины тела 19 чешуй. Брюшных щитков 153—193, подхвостовых — 50—89 пар. Анальный щиток разделён.
Верхняя сторона тела серая, оливковая, чёрная или бурая, часто с тёмными пятнами, иногда расположенными в шахматном порядке, и узкими поперечными полосами. Внешне обыкновенный уж обычно легко отличается от других змей яркими жёлтыми пятнами на задней части головы, которые обычно оранжевато-жёлтого или чисто жёлтого цвета, но иногда могут быть белыми или оранжевыми. В редких случаях эти пятна могут быть слабо выражены или совсем отсутствовать. Верхнегубные щитки светлые с чёрной окантовкой.

## Ареал
Широко распространён в Евразии от Рейна на западе до Байкала и прилежащих областей Монголии на востоке и от Фенноскандии на севере до северо-восточной Италии, Балканского полуострова, Малой Азии, Закавказья и северного Ирана на юге. В бассейне Рейна, в северо-восточной Италии и в Баварии и Тироле пролегают зоны контакта обыкновенного ужа с другим видом рода, Natrix helvetica, с которым он может образовывать гибриды.

## Образ жизни
Ужи отлично плавают, под водой могут находиться более получаса.
Питается в основном живыми лягушками, грызунами и реже рыбой. Врагами ужей являются аисты, хищные птицы и некоторые млекопитающие.
Уж неагрессивен. При виде человека он спасается бегством. Пойманный уж сначала активно защищается: шипит и выбрасывает голову вперёд, что устрашающе действует на многих врагов. Если же это не помогло, выделяет из клоакальных желез густую неприятно пахнущую жидкость и притворяется мёртвым, расслабляя полностью мышцы. Отвратительный и резкий, но нестойкий, запах этой жидкости отбивает аппетит у хищников. Кусается редко. Для человека укус не представляет никакой опасности.
В апреле — мае начинается брачный период. В июле — августе самки ужей ищут влажные и тёплые места для откладывания яиц. Для этого идеально подходят кучи перегноя, старой соломы, опавшей листвы, также годятся сырой мох, трухлявые пни и мышиные норы. В октябре — ноябре заползают в разные норы и щели в земле, где они и зимуют.

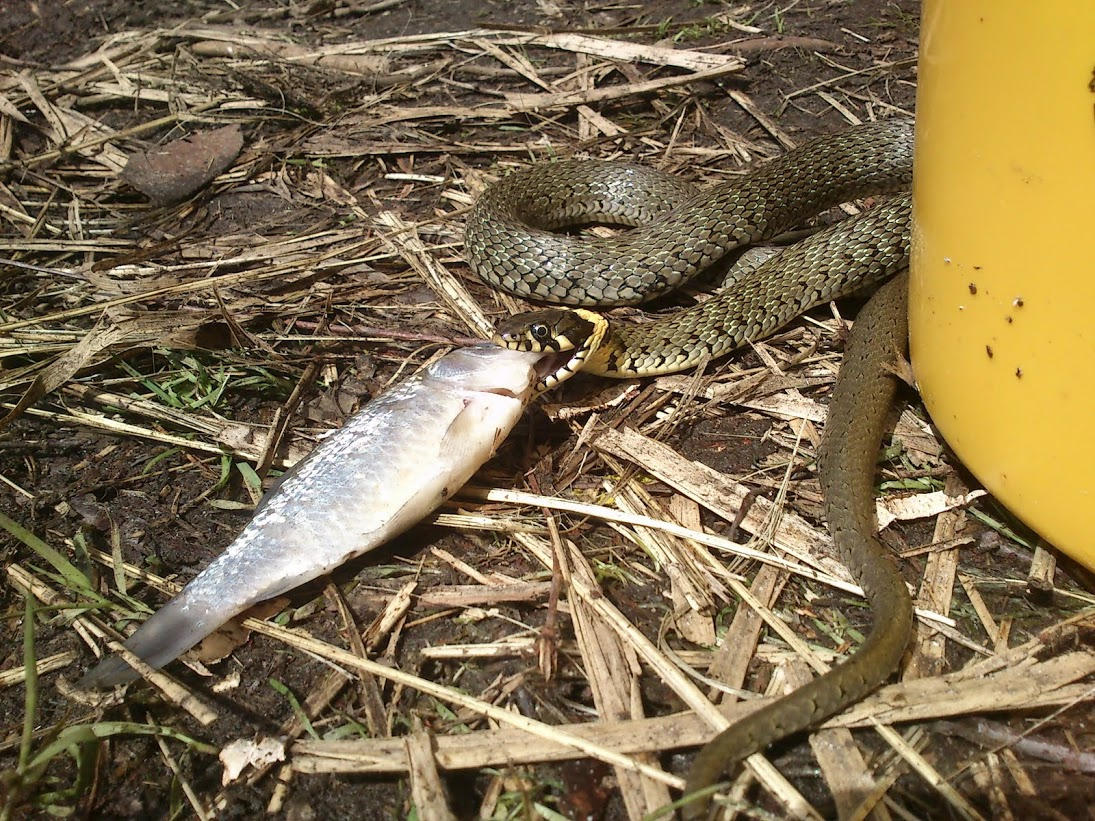
Уж поедает рыбу
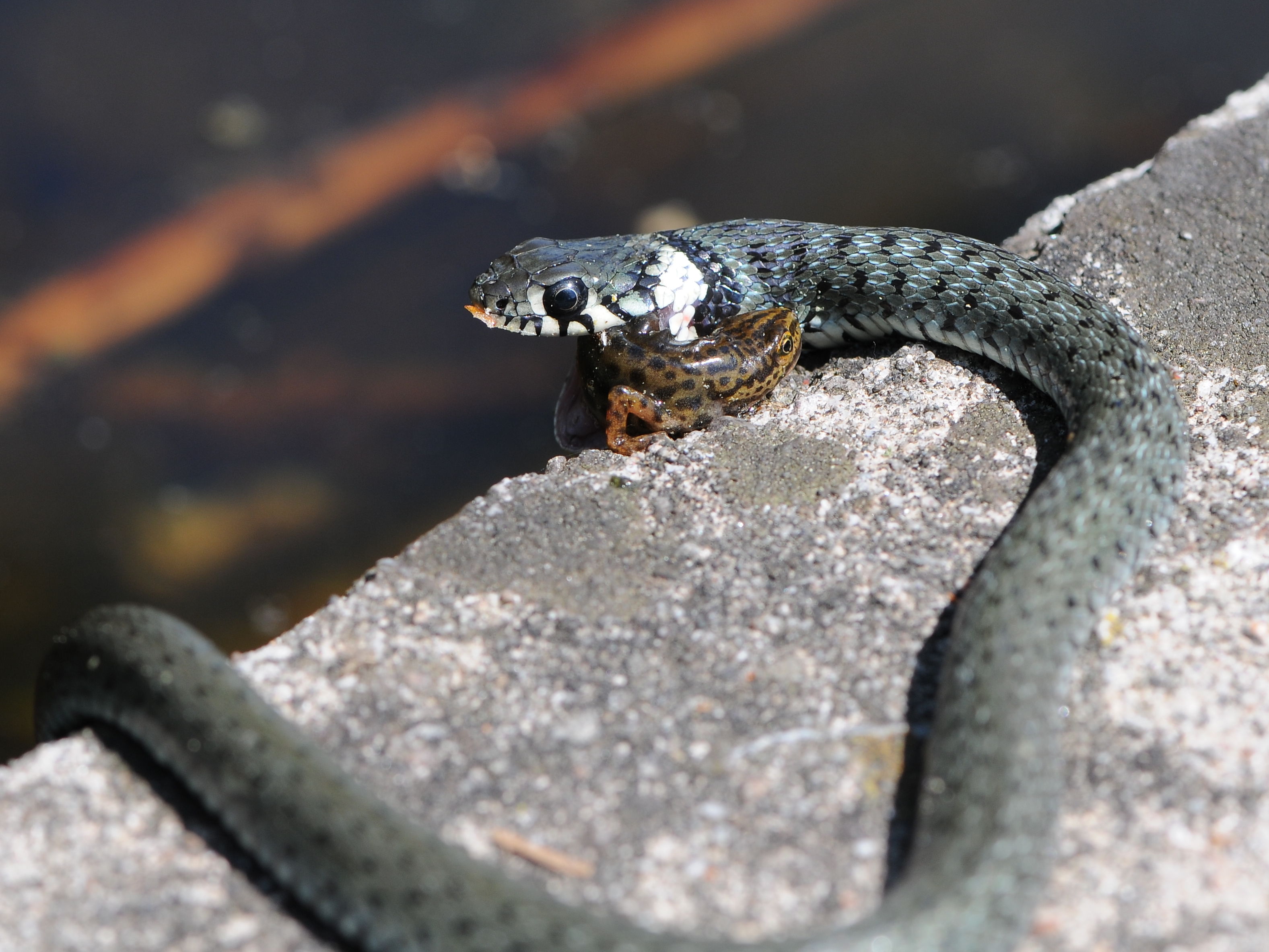
Уж поедает обыкновенного тритона
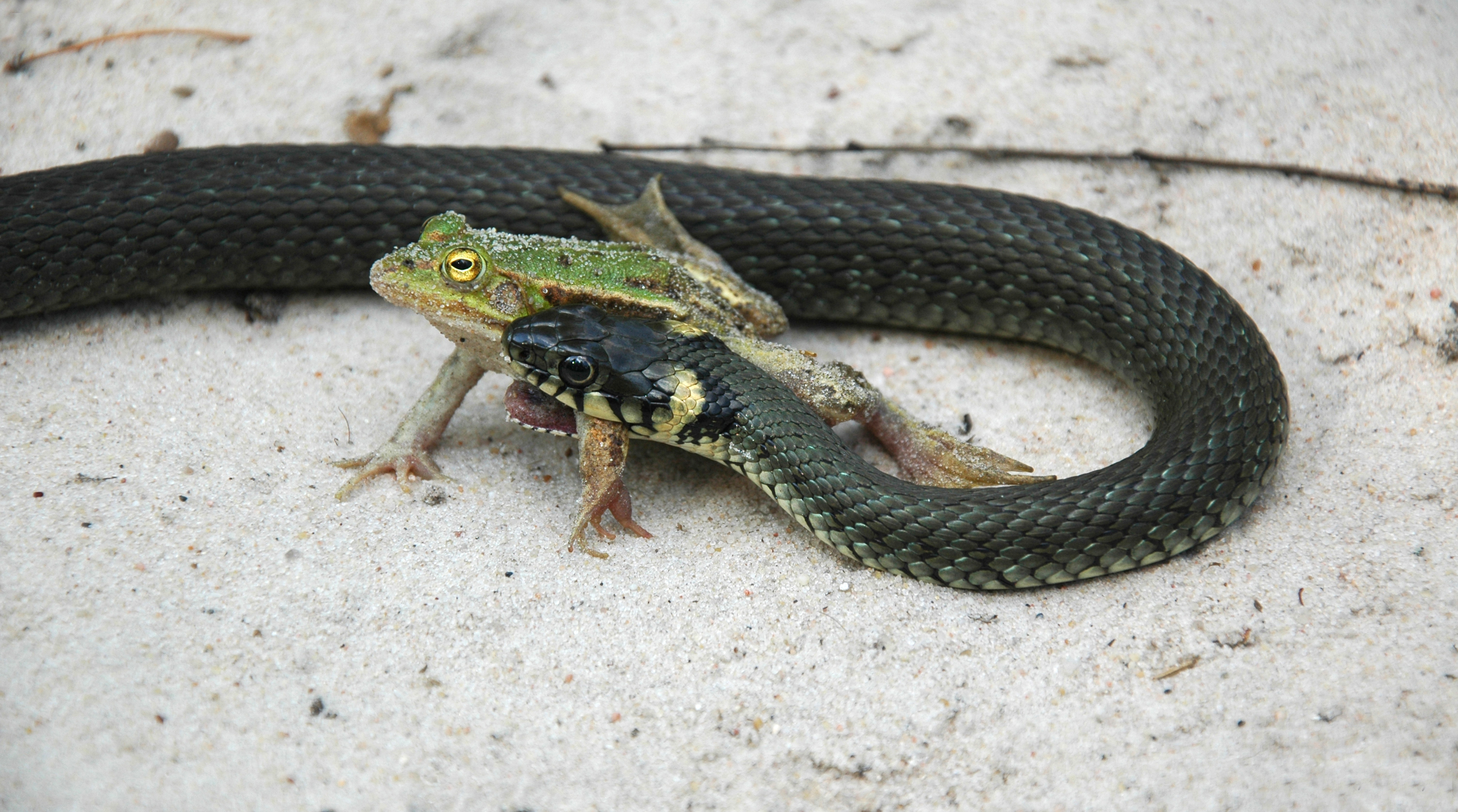
Уж поедает лягушку
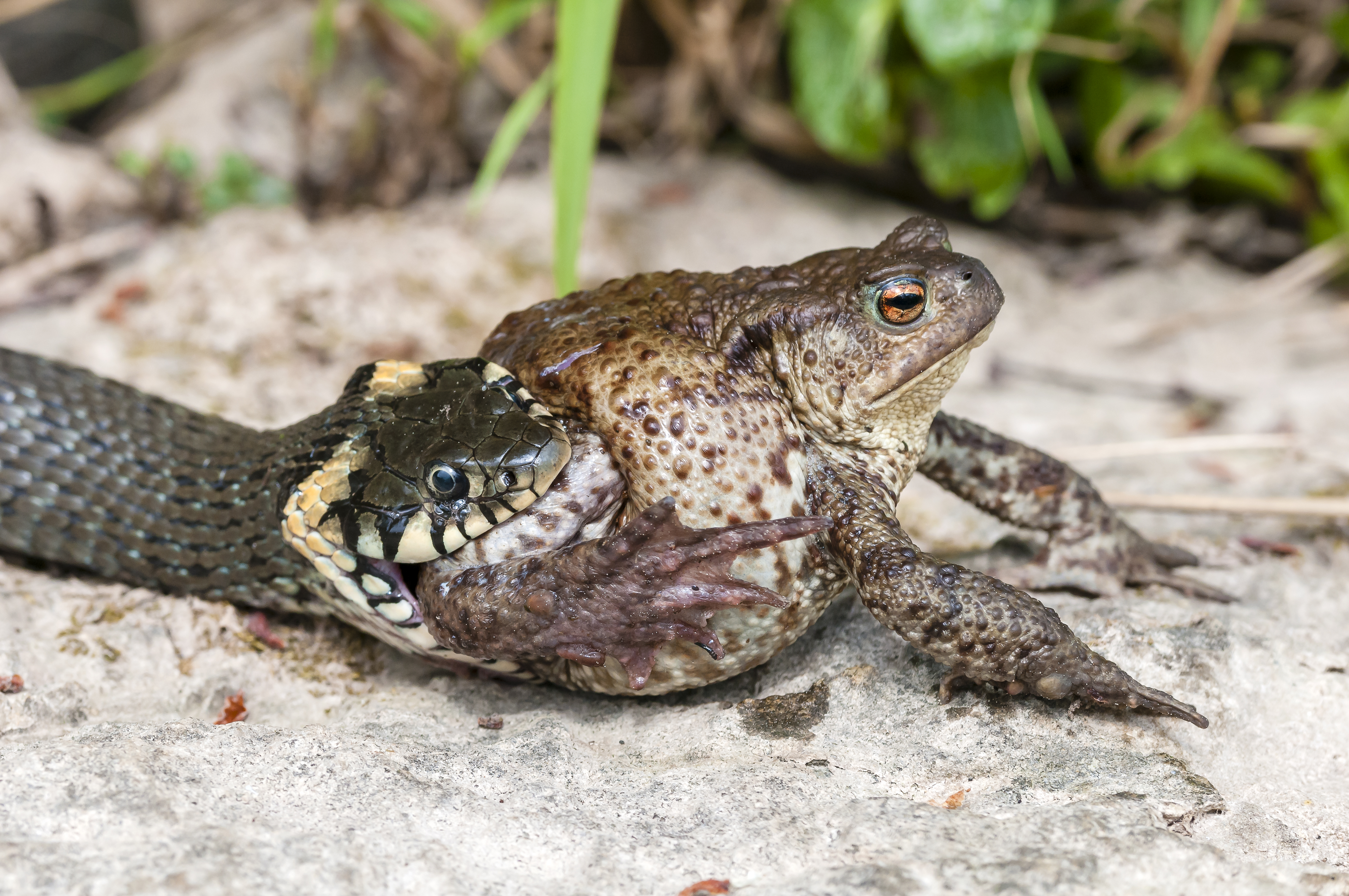
Уж поедает жабу
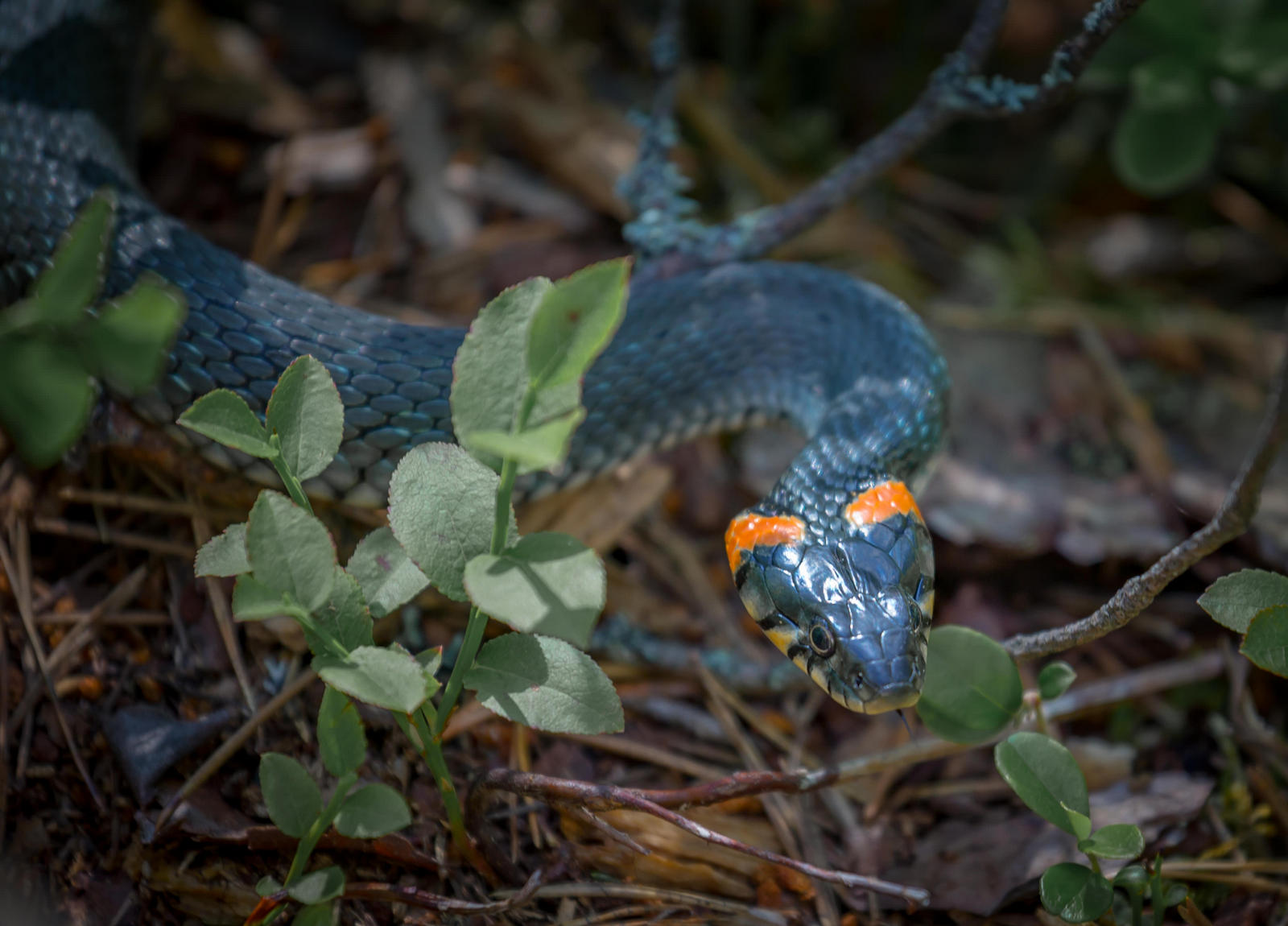
Потревоженный уж принял угрожающую позу
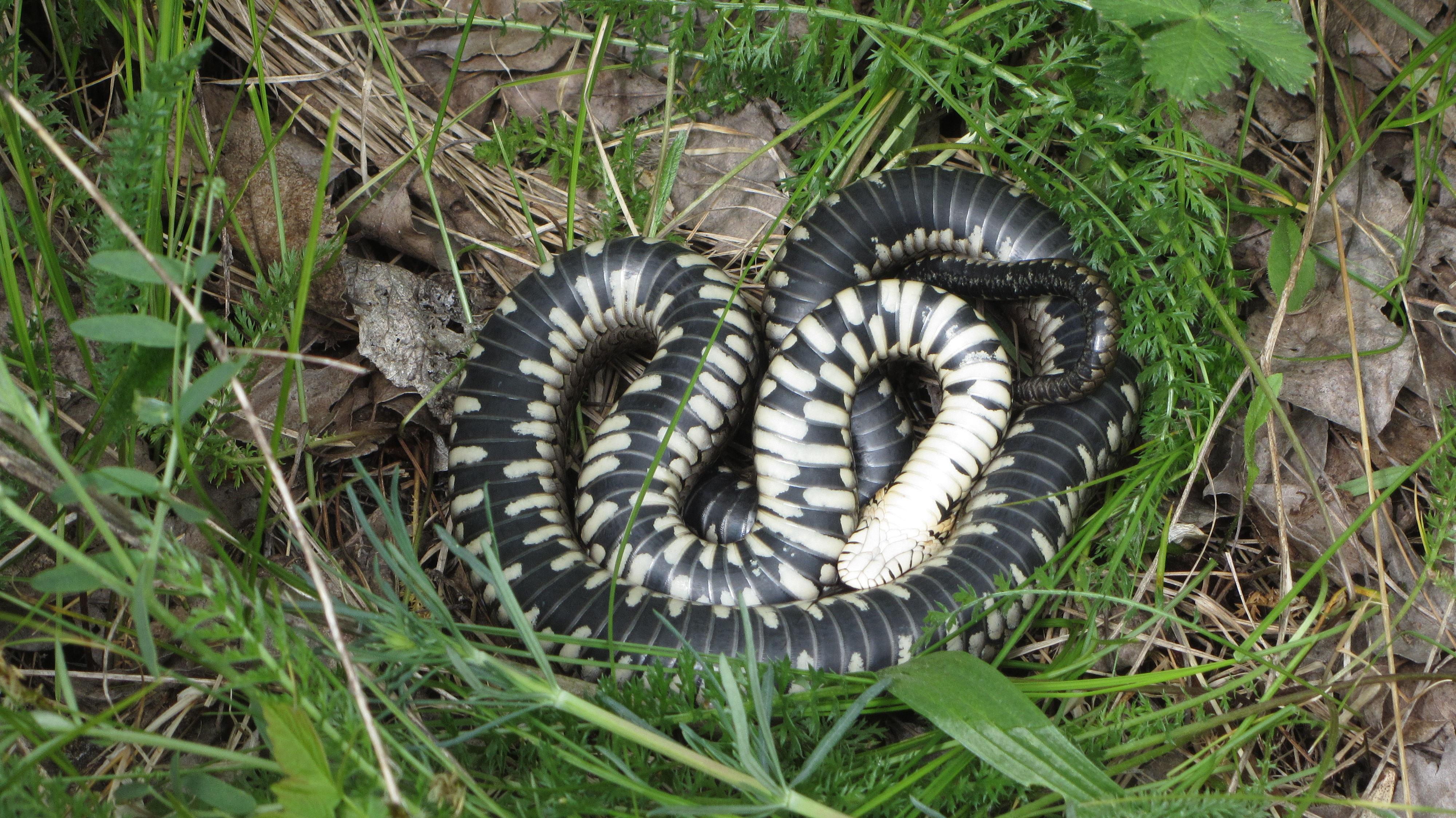
Уж притворяется мёртвым

## Систематика
Ранее к этому виду относили всех представителей рода, кроме гадюкового и водяного ужей, более тесно связанных с водой. Однако на основании данных по мтДНК и микросателлитам в качестве отдельных видов были выделены в 2016 году — Natrix astreptophora, обитающий в Северной Африке, на Пиренейском полуострове и в юго-западной Франции, а в 2017 — Natrix helvetica, распространённый во Франции, Великобритании, западной Германии, странах Бенилюкса, Швейцарии и Италии. К виду Natrix natrix sensu stricto стали относить лишь популяции, обитающие к западу от Рейна.
| Фото | Подвиды                          | Распространение | Описание |
| ---- | -------------------------------- | --- | --- |
|      | N. n. moreotica (Bedriaga, 1882) | Распространён в западной Анатолии, на южных Балканах и Кипре. | Шейные пятна широко разделены, от белого до жёлтого. С возрастом они часто пропадают. Кроме того, часто отсутствуют тёмные отметины перед «ушами», характерные для обыкновенных ужей других подвидов. Вдоль спины часто проходят светлые линии, а тело покрыто крупными тёмными пятнами. В редких случаях встречаются особи с тёмными полосами на боках, напоминающими таковые у N. helvetica. |
|      | N. n. natrix (Linnaeus, 1758)    | Обитает в Центральной Европе и Скандинавии. | Шейные пятна широко разделены, от беловатого до жёлтого. Присутствуют в течение жизни. Тело обычно серое, однотонное, иногда с небольшими пятнышками. Полосы, как продольные, так и поперечные, отсутствуют. К северу увеличивается количество тёмноокрашенных и меланистичных особей. |
|      | N. n. scutata (Pallas, 1771)     | Занимает обширный ареал от восточной Анатолии и восточной Польши и Финляндии через Кавказ и Восточно-Европейскую равнину, Южную Сибирь и Казахстан до Байкала и прилежащих областей Монголии. | Как правило темнее ужей других подвидов и имеет однотонное тело. Тело обычно без светлых продольных полос. Шейные пятна оранжевые, часто встречаются или даже сливаются в «ошейник». В более северных популяциях число тёмноокрашенных особей выше. На кавказе и в Иране ужи отличаются наличием светлых продольных полос и более тусклыми шейными пятнами.                                    |
|      | N. n. syriaca (Hecht, 1930)      | Населяет залив Искендерун (Турция). | Малоисследованный подвид. |
|      | N. n. vulgaris Laurenti, 1768    | Распространён на юго-востоке Центральной Европы и на севере Балканского полуострова. | По окраске напоминает номинативный подвид, но чаще встречаются более светлые особи, височные пятна могут быть оранжевыми, а на теле могут присутствовать продольные светлые линии. |

Некоторые герпетологи выделяют в качестве отдельного вида также колхидского ужа, но так как генетически он не отличается от обитающих симпатрически обыкновенных ужей, большинством систематиков он считается младшим синонимом N. natrix scutata.

## В культуре
Итальянец Алессандро Гваньини, служивший в XVI веке в Речи Посполитой, в своем «Описании Европейской Сарматии» (Sarmatiae Europeae descriptio) сообщает, что литовское племя жемайтов поклонялось священным ужам, содержащимся в жилищах людей. О древнелитовском змеином боге Жальтисе сообщает и немецкий этнограф XVII века Маттеус Преторий. Сведения эти нашли отражение в поэме А. Мицкевича «Гражина» (1823):
«А если уж вползает к нам в жилище,

Ему во славу божию литвин

От века не отказывает в пище:

Пьют молоко, и ковш у них один.

И, зла не причиняя, в колыбели

Гад на груди младенца мирно спит,

Свернувшись в бронзовое ожерелье…»

### На почтовых марках

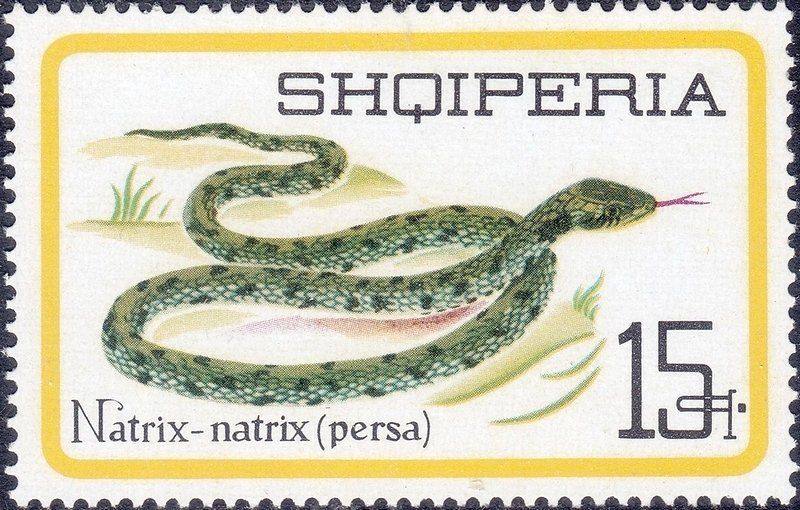
На марке Албании 1966 года
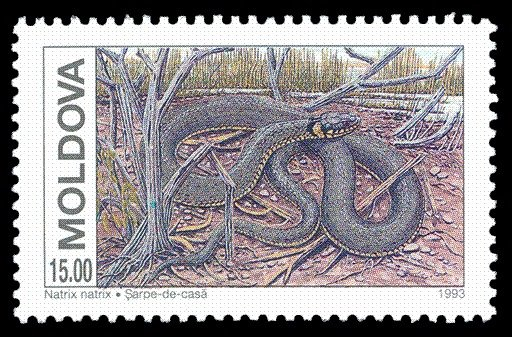
На марке Молдавии 1993 года